# Louis Laffitte (économiste)
Pour les articles homonymes, voir Louis Laffitte et Laffitte.
Louis Laffitte, né le 6 juin 1873 à Pau dans le département des Pyrénées-Atlantiques et mort pour la France à Riche en Moselle le 20 août 1914, est un professeur de géographie français du XXe siècle. Son nom est inscrit au Panthéon parmi les 560 écrivains morts au champ d'honneur pendant la Première Guerre mondiale.

## Biographie
Charles Louis Laffitte, né le 6 juin 1873 à Pau, est le fils de Louis Laffitte (1842-1921), maître-tailleur au 15e régiment de ligne à Perpignan et d'Aimée Caroline Stéphanie Gayet (1848-1943).
Après une scolarité au lycée de Rouen, il obtient un bourse pour suivre la licence d'histoire à la faculté de lettres de l'Université de Caen pour l'année scolaire 1892-1893,. Il est de nouveau boursier en 1895 pour passer l'agrégation d'histoire à l'Université de Bordeaux,.
De septembre 1894 à septembre 1895, il est incorporé au 135e régiment d'infanterie pour y faire son service militaire. Passé dans la réserve, il est nommé caporal en 1895 et promu au grade de lieutenant de réserve en 1909.
Venu à Paris pour y préparer l'agrégation, il est appuyé par son professeur de géographie, Marcel Dubois, pour intégrer le Comité d’études de la Loire navigable. C'est dans ce cadre, qu'il est chargé par le Ministère des travaux publics, en 1898, d’une mission de neuf mois en Allemagne, où il recueille des documents sur la mise en état de navigabilité des cours d’eau allemands,,.
Il épouse Georgette Jeanne Élisabeth Bally (1875-1964) à Angers le 22 janvier 1900. Le couple a trois enfants dont Jean Serge Louis (1902-1945) résistant mort en déportation à Mauthausen.
Professeur d’histoire et de géographie à l'École supérieure de commerce de Nantes, il est chargé de divers travaux par la Chambre de commerce de Nantes et publie dans la Revue des questions diplomatiques et coloniales plusieurs articles sur l'expansion de la France et les conditions du transport dans le pays,.
En 1902, le gouvernement le charge d'une nouvelle mission en Suisse sur les différentes voies d'accès au col du Simplon,, qui lui vaut d'être nommé Conseiller du commerce extérieur de la France,.
En 1907, la Chambre de Commerce de Meurthe-et-Moselle à Nancy le recrute comme secrétaire général et crée l'Office économique de Meurthe-et-Moselle. René Mercier, le rédacteur en chef de L'Est républicain écrit en 1914 : « On connaît tous les services qu’il a rendus à cette compagnie, dont depuis lors il fut l’âme. Nancy aussi perd un de ses collaborateurs les plus dévoués et qui lui donna un renouveau de gloire et de prospérité. En 1908, la municipalité lui confiait, dans des circonstances particulièrement difficiles, la préparation de l’Exposition. Il en fit une manifestation grandiose de l’industrie lorraine. Le magnifique rapport qu’il écrivit perpétue le souvenir de cette Exposition. Notre cité lui doit des heures merveilleuses et un rayonnement splendide ».
En juin 1908, le maire de la ville de Nancy le nomme directeur général de l'Exposition internationale de l'Est de la France de 1909,. Cette exposition, qui se tient à Nancy, accueille plus de deux millions de visiteurs. En octobre 1911, il est décoré Chevalier de la Légion d'honneur pour « services exceptionnels rendus en qualité de directeur général de l'Exposition de Nancy et de membre du jury supérieur ».
En parallèle, il participe avec la chambre de commerce à la création de l'Institut commercial de Nancy où il continue à enseigner. En 1913, il organise l'exposition de la «Cité moderne» avec la Chambre de commerce de Nancy et la Société industrielle de l'Est.
À la veille de la Première Guerre mondiale, alors que la tension monte en Europe, il est interrogé sur la situation dans l'Est de la France par une agence de presse qui publie sa réponse : « L’état d’esprit général est très calme et très digne ; toutes les mesures, sont prises, et se prennent à tous les points de vue militaires, économiques et financiers, sans affolement ni désordre ».
Mobilisé le 2 août 1914 comme lieutenant à la 9e compagnie du 37e régiment d'infanterie,, il est tué le 20 août 1914 pendant la bataille de Morhange à Riche,,.
Il est cité à l'ordre du corps d'armée : « Sous un feu très violent d'artillerie, d'infanterie et de mitrailleuses, s'est vaillamment porté à la tête de sa section pour renforcer une partie de la ligne de tirailleurs particulièrement éprouvée. Est tombé mortellement frappé en arrivant sur la ligne ».

## Distinctions
- Chevalier de la Légion d'honneur, décret du 20 octobre 1911
- Officier d'académie, arrêté du 6 février 1903[24]
- Officier de l'Instruction publique, Journal officiel du 1er août 1909[25]
- Chevalier de l'ordre de l'Étoile noire, décision présidentielle du 12 mai 1911[26]
- 1902 : Médaille Meurand de la Société de géographie commerciale de Paris[27]
- 1915 : Académie française - Prix Fabien[28]

## Hommages
- Le nom de Louis Laffitte est inscrit au Panthéon dans la liste des 560 écrivains morts pour la France pendant la guerre de 1914-1918[29].
- Son nom figure sur la plaque commémorative de la Société industrielle de l'Est à Nancy[30].

## Œuvres principales
- L'Essor économique de la Lorraine. Rapport général sur l'Exposition internationale de l'Est de la France, à Nancy, 1912[31]
- Les divisions régionales de la France, 1913